# Ananasovník
Ananasovník (Ananas) je rod rostlin z čeledi broméliovité (Bromeliaceae), známých především pro svá plodenství označovaná jako ananas. Přesný počet druhů rodu není znám. Pro své aromatické souplodí se pěstují hlavně druhy A. bracteatus, A. fritzmaelleri a především A. comosus (ananasovník chocholatý).

## Popis
Rostlina je vysoká 0,75 až 1,5 metru a široká 0,9 až 1,2 m. Z velmi krátkého stonku vyrůstá růžice dlouhých, kožovitých, špičatých, na okraji ostrých listů. Listy dorůstají délky 80–150 cm, mohou být celé zelené nebo žlutě, červeně, smetanově pruhované.

### Plod
V období květu stonek na špičce zmohutní a obalí se drobnými žlutočervenými květy, nad nimiž se vytvoří koruna nových listů. Po odkvětu uschlé květy tvoří slupku plodu. Plod je asi 30 cm dlouhý, má asi 15 centimetrů v průměru. Zbytnělá, zralá dužina uvnitř má barvu od téměř bílé až po sytě žlutou, je aromatická a šťavnatá. Z jedné rostliny vyrůstá většinou jen jeden plod. Rozvětvením hlavního stonku dochází k růstu 2–3 plodů na jedné rostlině.

## Rozmnožování
Pokud jsou květy opyleny (rostlinu v přírodě opylují kolibříci), jsou ve slupce plodu zarostlá tvrdá semena. Rostlina se ale rozmnožuje lépe odnožemi, nebo se může zasadit do půdy přímo koruna plodu, která se odřízne a nechá zakořenit. Plody „divokých“ nešlechtěných rostlin nejsou vhodné k jídlu.

## Původ
Ananasovník pochází z Brazílie a Paraguaye, odkud byl rozšířen místními kmeny indiánů do střední Ameriky a Mexika. Rostlina byla prvně popsána a pro Evropu objevena Kryštofem Kolumbem. Po příjezdu Španělů se domestikovaná rostlina stala velmi oblíbeným vývozním artiklem. Původní obyvatelé používali uříznutou korunu plodu jako symbol pohostinnosti. Umisťovali ji před vchod obydlí podobně, jako Evropané dávají o svátcích na vchodové dveře věnec. Tento zvyk převzali Evropané a ve Španělsku a Anglii se ananas používal k vyřezávání jako třeba dýně. Španělé a Portugalci rozváželi plodinu dál po svých kolonizovaných územích. Od 16. století se ananas rozšířil na Havaj, Portoriko, do severní i jižní Afriky, Indie i Austrálie.

## Pěstování
Ananas se pěstuje na polích. Této tropické rostlině se daří v pásmu 30° s. š a 25° j. š. Má ráda teploty 20–45 °C. Pěstuje se v nadmořských výškách 600–1800 m. Ideální roční srážky jsou pro ni kolem 1200 mm. K rozmnožování se používají koruny plodů nebo odnože. Nové, takto namnožené rostliny plodí za 15–22 měsíců. Pěstování nových plodů ze semen se provádí jen zřídka a to při šlechtění nových odrůd. Příprava sazenic trvá 15–18 měsíců a dalších 16–30 měsíců trvá, než začne rostlina plodit.

## Využití
Za posledních sto let se ananas stal jedním z nejdůležitějších druhů tropického ovoce z hlediska obchodu. Má vysokou výtěžnost. Plody se mohou sterilizovat, vzniká tak kompot plátkový, kompot kostky (z méně kvalitního ovoce). Zbytky ze zpracování se lisují na džus. Vylisované ananasové otruby jsou krmivem pro zvířata. Do Evropy se ananas dováží čerstvý i konzervovaný. První ananasová konzerva byla vyrobena v Malajsii v roce 1888. V roce 1973 byla celková světová průmyslová sklizeň odhadnuta na 4 miliony tun. Z tohoto množství 2,2 mil. tun bylo dále zpracováno (kompoty, džusy). V současnosti je celková světová produkce asi 15 mil. tun a největšími producenty a průmyslovými zpracovateli ananasu jsou: Thajsko, Filipíny, Brazílie, Čína, Indie, Mexiko, Malajsie, Keňa, Havaj a Portoriko.
V roce 2012 byly největšími producenty ananasu Spojené státy americké (12,3 % světové produkce), Thajsko (11,4 %) a Filipíny (10,9 %).

## Synonyma
- Ananassa Lindl.